# Szkoła Tervueren
Szkoła Terveren (dawna pisownia: Tervueren) – belgijska szkoła malarzy pejzażystów osiadłych około 1860-1870 w miejscowości Tervueren koło Brukseli i okolicach, malujących tamtejsze pejzaże. Jej założycielami byli Hippolyte Boulenger i Louis Dubois. Oprócz nich należeli do niej także J. Coosemans, J. Raeymakers, I. Verheyden i inni. Tworzyli realistyczne, nastrojowe pejzaże, często z motywem lasu. Malowali w studiu, wykorzystując szkice wykonane bezpośrednio w plenerze. Pozostawali w kontakcie z barbizończykami i ulegli ich wpływom. Łączyli wpływy realizmu i preimpresjonizmu, kładli nacisk na efekty świetlne. Wpłynęli na rozwój realistycznego malarstwa belgijskiego. Zdobyli uznanie na Salonie w Brukseli w 1866 roku. Po kilku latach ich malarstwo rozwinęło się w różnych kierunkach.